# Tren Pitrufquén-Temuco
El Tren Pitrufquén-Temuco, anteriormente conocido como Metrotren Araucanía y Tren Temuco-Gorbea, es un servicio de tren de cercanías de la red Tren Araucanía en la región homónima en Chile, y es operado por la Empresa de los Ferrocarriles del Estado. En 2023 se estimó que la población beneficiada alcanzaba las 300 000 personas.
Desde marzo de 2025, cuenta con seis servicios diarios y cinco estaciones. En los primeros seis meses de servicio, alcanzó los 27 mil pasajeros y en septiembre del mismo año alcanzó los 61 mil pasajeros mensuales.

## Historia

### Antecedentes (2016-2019)
El proyecto original de un servicio que conectara Temuco con la comuna de Padre Las Casas surgió y tomó fuerza en 2016, esperando un recorrido que tuviera 6 servicios diarios. El alcalde de la comuna de Padre Las Casas, Juan Eduardo Delgado, anunció en febrero de 2016 que el servicio probablemente estaría operando al mes siguiente.
El proyecto recibió la aprobación del Gobierno Regional de La Araucanía y de la Empresa de los Ferrocarriles del Estado en mayo de 2017 y se anunció que el servicio que conectaría a Temuco y dos estaciones en la comuna de Padre Las Casas partiría en noviembre del mismo año.
Sin embargo, Radio Bío-Bío informó en abril de 2018 que el proyecto se encuentra paralizado debido al mal estado del puente ferroviario Cautín. En junio de ese mismo año el puente colapsó debido a la crecida del río y las obras de reconstrucción partieron en febrero del año siguiente.
El 31 de septiembre de 2017, el presidente del directorio de Fesur, Alejandro Tudela, anunció la aprobación del estudio de ingeniería general de un proyecto ferroviario que conectaría Temuco con Gorbea. Según los estudios preliminares, el detalle de ingeniería del proyecto costaría 4,5 millones de dólares, mientras que la construcción de nuevas estaciones, mejoramiento de vías y señalización, además de una nueva flota de trenes costaría cerca de 127 millones de dólares. El servicio viajaría a cerca de 100 kilómetros por hora y transportaría hasta 600 personas por viaje.
El 23 de enero de 2019 el presidente de EFE, Pedro Pablo Errázuriz, señaló que el proyecto aún requería obtener la resolución de estándar social, y que con eso, la empresa ya podría comenzar a buscar financiamiento para la construcción de la infraestructura.

### Anuncio oficial (2019)

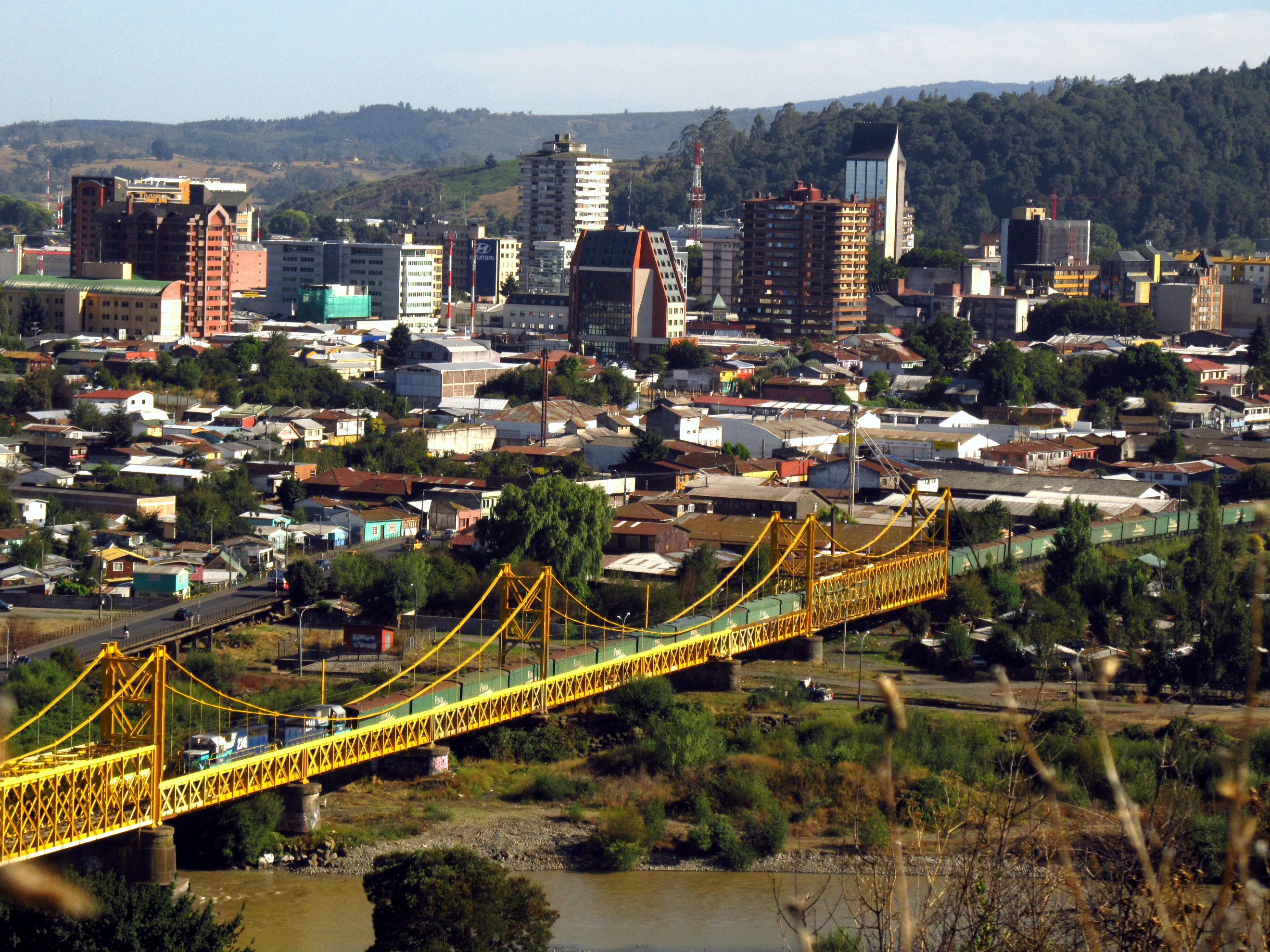
Puente ferroviario Cautín sobre el río Cautín, el cual es una de las mayores razones por la cual el proyecto no podía ser ejecutado.

El 3 de septiembre de 2019, el presidente Sebastián Piñera anunció el programa «Chile sobre rieles», una carpeta de proyectos en infraestructura ferroviaria que incluyó la propuesta de «Metrotren Araucanía»: el proyecto consistía en la rehabilitación de las vías férreas y estaciones, que en su primera etapa conectaría a la Estación Temuco con la de Padre las Casas; y la segunda etapa del proyecto se extendería hasta estación Gorbea, incluyendo una nueva estación en Quepe.
De acuerdo al plan de inversiones, el inicio de las obras partiría a finales de 2020, la llegada de las tres primeras máquinas llegarían a inicios de 2021, el inicio de operaciones entre Temuco y Padre Las Casas partiría a finales de ese año; en 2023 se iniciarían las obras de la segunda etapa del proyecto, además de la llegada de un cuarto tren para que el servicio estuviera finalmente operativo a inicios de 2024.

### Cambios y nuevos anuncios (2019-2023)
El 23 de enero de 2019, Pedro Pablo Errázuriz anunció la posibilidad de que el servicio «Metrotrén Araucanía» se extendiera hasta Angol y Loncoche.En septiembre del año siguiente, Errázuriz anunció que EFE y la Subsecretaría del Patrimonio Cultural firmaron un acuerdo para la restauración de cuatro estaciones ferroviarias en la región de la Araucanía. Sin embargo, este trabajo era con fines meramente culturales, ya que las estaciones en Temuco y Padre Las Casas para este proyecto ferroviario serían construidas desde cero.
Luego de la reconstrucción y apertura del puente ferroviario Cautín el 18 de diciembre de 2020, Temuco volvió a conectarse con el resto del sistema ferroviario de Chile, incluyendo el tramo que sería parte del «Metrotrén Araucanía».
A fines de enero de 2021 llegaron las primeras tres nuevos automotores CSR Sifang del futuro servicio, procedentes desde China.Junto al arribo, las autoridades de la época anunciaron que la primera etapa del «Metrotren Araucanía» entraría en funciones a fines de ese mismo año.
El 11 de junio de 2021, la ministra de Transportes y Telecomunicaciones, Gloria Hutt, y el presidente de la Empresa de los Ferrocarriles del Estado, Pedro Pablo Errázuriz, anunciaron la planificación y diseño final del servicio, indicando que, además de las estaciones previstas, se sumarían dos nuevas paradas: «Vista Volcán» y «Huérfanos». Además se anunció que el servicio debería estar en operaciones para agosto de 2022.
En enero de 2022, el presidente Sebastián Piñera anunció que el servicio llegaría a Gorbea en 2026.

### Inauguración oficial (2023)
En el contexto de la cuenta pública del 1 de junio de 2023, el presidente Gabriel Boric anunció la implementación de tres denominados «Trenes de cercanía 30/30», es decir, servicios ferroviarios de 30 minutos entre ciudades que estén a 30 kilómetros de distancia en tres regiones del país. Las regiones elegidas fueron la región de La Araucanía (Temuco-Pitrufquén), la región del Maule con el servicio Tren Curicó-Linares y la región de Los Lagos con el tren Llanquihue-Puerto Montt.
En el mismo discurso, Boric anunció que el servicio Temuco-Pitrufquén sería inaugurado ese mismo mes.Las obras habían comenzado en abril de ese mismo año e implicaron la remodelación de las estaciones Freire y Pitrufquén. En ambos casos se elevaron los andenes y se aseguró el acceso para personas con movilidad reducida.
El 16 de junio de ese mismo año, fue inaugurado el servicio con la presencia del propio presidente Boric, el ministro de Transporte y Telecomunicaciones, Juan Carlos Muñoz, el presidente de la Empresa de los Ferrocarriles del Estado, Eric Martín, y los directores de la empresa estatal, Camilo Huneeus y Carola Venegas, junto a autoridades locales.

### Extensiones y nuevas obras (2023-presente)
El 20 de noviembre de 2023, se inauguró el paradero Padre Las Casas, transformándose en la cuarta detención del servicio. Con la inauguración del paradero, se establecieron dos servicios: uno que recorre diariamente cuatro veces Pitrufquén-Temuco ida y vuelta, mientras un segundo servicio recorre diariamente cinco veces Padre Las Casas-Temuco y cuatro en el sentido contrario.
A fines de agosto de 2023, EFE anunció que durante el primer semestre del siguiente año inauguraría Quepe, la quinta estación del servicio, entre Padre Las Casas y Freire. El 25 de marzo de 2024 iniciaron las obras de construcción de la infraestructura para el nuevo paradero en la estación Quepe, el cual fue inaugurado el 8 de mayo de 2024 y comenzó con sus operaciones el mismo día.
En marzo de ese mismo año, se anunciaron los futuros procesos de contratación para la recuperación de infraestructura entre Temuco y la estación Gorbea, así como la adquisición de cuatro nuevos trenes, la construcción de los paraderos «Vista Volcán», «Huérfanos» y «Freire 2», y la construcción de nueva infraestructura vial. Se anunció que la primera fase de todos estos trabajos estarían listos para 2026.
En septiembre de 2024, el proyecto recibió el premio «UIC Sustainability Impact Awards» en la categoría «Cambio Modal», otorgado por la Unión Internacional de Ferrocarriles (IUC). Según los organizadores, el galardón se debió a "su ambicioso plan de restablecer el servicio ferroviario después de 17 años". Al mes siguiente, EFE anunció que el servicio había alcanzado un récord de 61 mil pasajeros mensuales durante el mes anterior.
En junio de 2025, EFE adjudicó las obras de extensión del servicio a la estación Gorbea, las cuales comenzarían en diciembre del mismo año, y la construcción de las estaciones Huérfanos y Vista Volcanes, las cuales entrarían en operación en 2028. Asimismo, confirmó el inicio de fabricación de cuatro nuevos trenes para el servicio.

## Infraestructura

### Estaciones
Las estaciones, en el sentido de norte a sur, son las siguientes:
| Estación        | Inauguración            | Acceso para discapacitados | Ubicación                         | Comuna          | Comb.                | Tipo                      | Posición    |
| --------------- | ----------------------- | -------------------------- | --------------------------------- | --------------- | -------------------- | ------------------------- | ----------- |
| Vista Volcán    | est. 2028               | Acceso para discapacitados | Sin confirmar                     | Temuco          |                      | Futuro terminal           | Superficial |
| Huérfanos       | est. 2028               | Acceso para discapacitados | Sin confirmar                     | Temuco          | De paso              |                           | Superficial |
| Temuco          | 16 de junio de 2023     | Acceso para discapacitados | Av. Barros Arana 29               | Temuco          | Tren Victoria-Temuco | Terminal y de combinación | Superficial |
| Padre Las Casas | 20 de noviembre de 2023 | Acceso para discapacitados | Av. Coñoepan con Av. Villa Alegre | Padre Las Casas |                      | De paso                   | Superficial |
| Quepe           | 8 de mayo de 2024       | Acceso para discapacitados | Calle 21 de mayo con Ruta S-443   | Freire          |                      | De paso                   | Superficial |
| Freire          | 16 de junio de 2023     | Acceso para discapacitados | Avenida Estación S/N              | Freire          |                      | De paso                   | Superficial |
| Freire 2        | est. 2026               | Acceso para discapacitados | Sin confirmar                     | Freire          |                      | De paso                   | Superficial |
| Pitrufquén      | 16 de junio de 2023     | Acceso para discapacitados | José Miguel Carrera 633-803       | Pitrufquén      | Terminal             |                           | Superficial |
| Gorbea          | est. 2027               | Acceso para discapacitados | Lord Cochrane 528                 | Gorbea          | Futuro terminal      |                           | Superficial |

### Material rodante

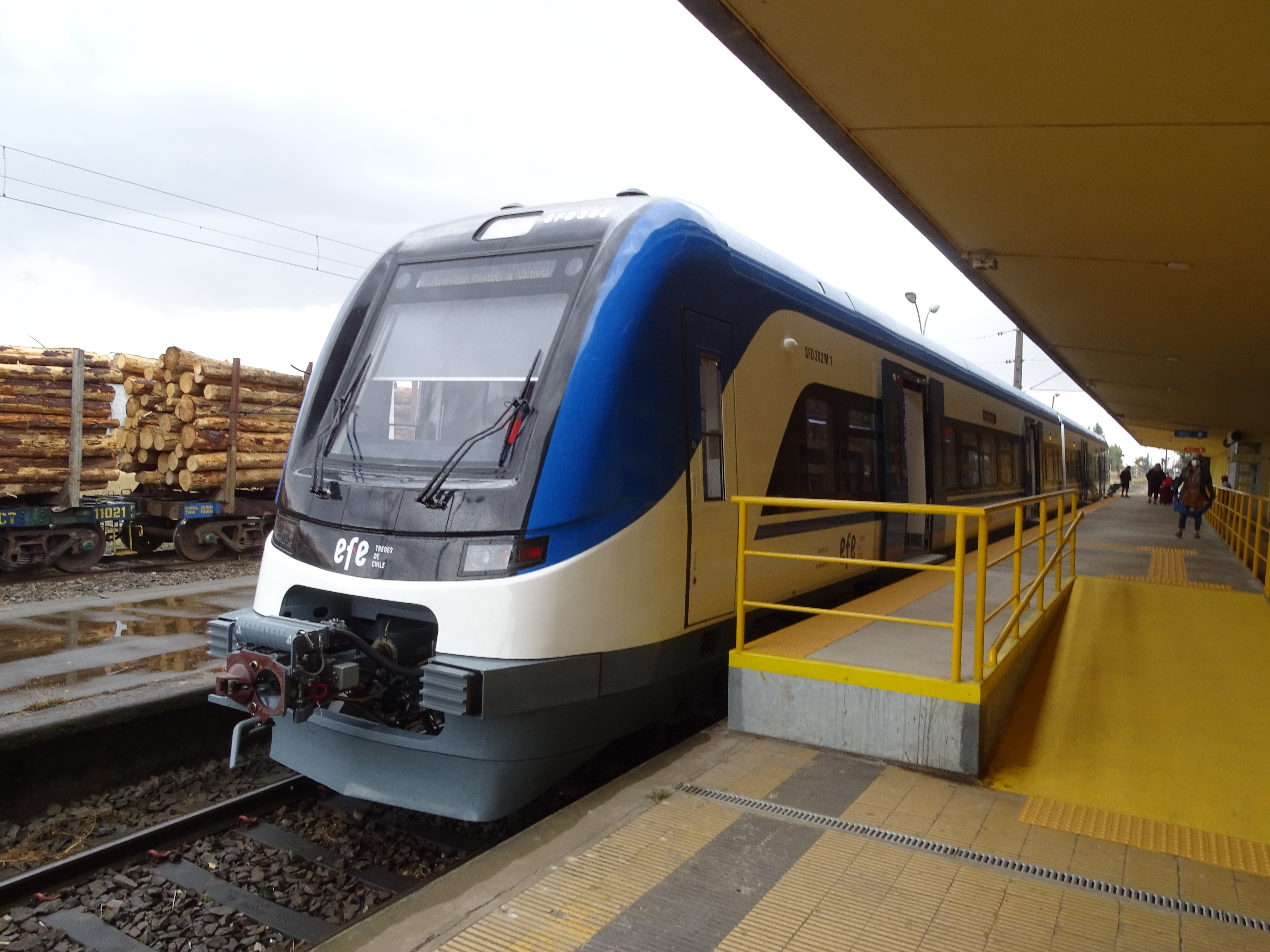
Automotor SFD-302 en el andén de la estación Victoria

El tren de cercanía Temuco-Pitrufquén utiliza los trenes del servicio Victoria-Temuco, es decir, uno de los automotores SFD adjudicados a la empresa china CRRC Sifang para aquel servicio: las máquinas SFD-301, SFD-302 y SFD-303. Estas máquinas diésel cuentan con capacidad para 426 pasajeros, baños, sistemas de información variable al usuario, cámaras de seguridad y accesibilidad para personas con movilidad reducida.

### Tarifas
En 2025, el costo del pasaje general es de $1450, mientras los precios rebajados para adulto mayor y estudiantes son de $750 y $500, respectivamente.